# Драган Ракић (сликар)
Драган Ракић (Сомбор, 5. јун 1957 - 7. јануар 2009) био је сликар, рестауратор, скулптор, ангажовани уметник и професор на Академији уметности у Новом Саду

## Живот и рад

### 1990-тих
Већ афирмисани сликар, почетком 1990-тих полако одступа од сликарства и ради у оквиру Aсоцијације Апсолутно (www.www.apsolutno.org), покреће радионицу Vacuumpack (www.vakuumpakovanje.net) за младе у Удружењу „Раванград“, која је 2006. прерасла у истоимену уметничку групу.
Драганово стваралаштво од деведесетих је реакција на распад Источног блока, ратове деведесетих у Србији и у земљама бивше Југославије, и тешки постратни период. У свим фазама стварања и свим начинима и облицима  (слика, скулптура, фотографија, филм, инсталација, билборд, јавна акција...) његово дело је реакција на друштвену и политичку стварност, на рат, мржњу, изолацију, апатију, пасивност, и увек као упозорење, порука, отпор, побуна. Радећи са студентима на Академији уметности и као учитељ  презентујући и ширећи своје идеје, са младима кроз креативне радионице у Удружењу „Раванград“, на промоцијама у галеријама у Србији, презентацијама рада Асоцијације Апсолутнo широм света, сајтовима, јавним акцијама, билбордима, књигама... увек промовише вредности живота, одговорности, уважавања, ангажовања за друге, интеркултуралности, потребе за комуникацијом, суочавања са прошлошћу, храбрости!
Писана порука на инсталацији лука и стреле (годинама постављена у Удружењу „Раванград“) упућена апсолутно свима је: АКО СТЕ ЖИВЕ ЗАШТО ЋУТИТЕ - АКО СТЕ МРТВЕ ЗАШТО СИЈАТЕ. 
И божанска и најљудскија порука инсталације праћке (Давидове и његових 5 каменова) о могућности избора реакције на изазов насиљем – или каменом или хлебом, или, не каменом, већ хлебом!
Радио је у групи, са другима, често их предводећи, и потписивао радове именом групе, себе не истичући.
Драган – Човек, Стваралац, Уметник, Учитељ, Пријатељ, Отац, Муж, Сарадник...- све у потпуности, мирно и до краја.
Умро је на свој Божић, 7. јанура 2009.